# Gribojedow-Kanal

Gribojedow-Kanal mit dem Blick auf die Auferstehungskirche

Gribojedow-Kanal nahe dem Newski-Prospekt

Der Gribojedow-Kanal (russisch Канал Грибоедова, Kanal Gribojedowa) wurde 1739 unter dem Namen Katharinenkanal gebaut. Er folgt dem Flusslauf der Kriwuscha und ist heute der mittlere von drei Hauptkanälen durch das Zentrum Sankt Petersburgs. Er wurde 1923 nach dem Schriftsteller und Diplomaten Alexander Gribojedow benannt, der von 1816 bis 1818 in einem der Häuser am Kanal wohnte.
Der Kanal ist fünf Kilometer lang, 32 Meter breit und verbindet die Moika in der Nähe des Marsfeldes (Lage des Kanalbeginns) mit der Fontanka nahe ihrer Mündung in die Newa (Lage des Kanalendes). Den Gribojedow-Kanal überspannen 21 zum Teil sehr aufwendig gestaltete Brücken. Neben den sehr schmalen Fußgängerbrücken Greifen- und Löwenbrücke und schmalen Straßenbrücken wie der Italienischen Brücke gibt es auch aufwendigere und breitere Konstruktionen wie die am Anfang des Kanals an der Blutskirche gelegene Theaterbrücke oder die 95 Meter breite Kasaner Brücke in Höhe des Newski-Prospekts.